# Kjell Jennstig
Kjell Jennstig, född 17 februari 1960, är en svensk musiker och låtskrivare. Som musiker är han främst känd som gitarrist i gruppen Kenneth & the Knutters. Jennstig har också sjungit tenor i den göteborgsbaserade kören Denio ledd av Maria Broman. Som låtskrivare har han skrivit låtar åt ett antal svenska artister såsom Carina Jaarnek, Caracola, Grönwalls, Blender och Caroline Wennergren. Kjell Jennstig har deltagit tre gånger i den lettiska uttagningen till Eurovision Song Contest (Eirodziesma):
- 2007 vann hans låt Questa Notte, skriven tillsammans med Torbjörn Wassenius och Fransesca Russo och framförd av Bonaparti.lv. Låten gick sedan till final vid Eurovision Song Contest i Helsingfors där den slutade på 16:e plats.
- 2008 kom hans låt "You really got me going" tvåa. Låten skrevs tillsammans med Leif Goldkuhl och framfördes av "Aisha".

Jennstig hade två låtar med i Spaniens Eurovision Song Contest uttagning för 2011. En av dessa, "Evangeline", kvalificerade sig för finalen där den framfördes av gruppen "Auryn".
Han tävlade i Melodifestivalen 2013 med bidraget "En riktig jävla schlager", vilken framfördes av gruppen "Ravaillacz". Den vann sin deltävling och tog sig till final där den slutade på tiondeplats.

## Bidrag till Eurovision
| År   | Land     | Låt                        | Artist              | Placering                                                                                      |
| ---- | -------- | -------------------------- | ------------------- | ---------------------------------------------------------------------------------------------- |
| 2007 | Lettland | "Questa Notte"             | Bonaparti.lv        | Vann den lettiska tävlingen. Låten gick till final i Helsingfors där den slutade på 16:e plats |
| 2008 | Lettland | "You Really got me going"  | Aisha               | 2:a i den lettiska finalen                                                                     |
| 2008 | Lettland | "Fly to the Moon"          | Janis Mojsejs       | Utslagen i semifinalen.                                                                        |
| 2009 | Lettland | "Hey Hey Hey Hey"          | Aisha & G-Point     | 4:a i den lettiska finalen.                                                                    |
| 2010 | Litauen  | "Let it rain"              | Jurate Miliauskaite | 10:a i den litauiska finalen.                                                                  |
| 2011 | Spanien  | "Evangeline"               | Auryn               | 4:a i den spanska finalen.                                                                     |
| 2013 | Sverige  | "En riktig jävla schlager" | Ravaillacz          | 10:a i finalen.                                                                                |